# Evolucija človeka
Evolucija človeka (antropogeneza) je zadnji del biološke evolucije, ki je privedla do ločitve bitja Homo sapiens od drugih sesalcev, nato pa še od opic in človečnjakov.

## Teorija
Angleški naravoslovec Charles Darwin je leta 1859 izdal svoje najodmevnejše evolucijsko delo O izvoru vrst, nato pa še leta 1871 O izvoru človeka, v katerem je med drugim predpostavil, da imamo ljudje in opice skupnega prednika.

## Uvrstitev človeka
Eden od temeljnih sklepov, ki izhajajo iz Darwinove hipoteze o razvoju vrst, je, da morajo imeti vse sorodne skupine organizmov skupnega prednika in skupne značilnosti. To velja tudi za človeka. Po biotskem razvrščanju so uvrstili človeka v rod človek (Homo), družino človečnjaki (Hominidae), red prvaki (Primates), razred sesalci (Mammalia), deblo strunarji (Chordata) in kraljestvo živali (Animalia). Tako je človeka uvrstil švedski naravoslovec Carl von Linné, še preden so naravoslovci sploh začeli razmišljati o hipotezi, da se je človek razvil iz podobnih vrst.

## Razvoj človeških prednikov

### Razvoj prvakov (primatov)
Primati so se od drugih sesalcev ločili pred približno 85 milijoni let (Megaanum), v obdobju pozne krede, njihovi najzgodnejši fosili pa so se pojavili nad 55 mio leti, v paleocenu. Primati so proizvedli zaporedne klade, ki so vodili do naddružine človečnjakov, iz katere so nastali družini hominidov in gibonov; ti so se razlikovali približno 15–20 mio. Afriški in azijski hominidi (vključno z orangutani) so se razšli približno 14 ma. Hominini (vključno s podplemeni avstralopitekov in paninov) so se ločili od plemena Gorillini (gorile) med 8. in 9. Ma; Avstralopiteki (vključno z izumrlimi dvonožnimi predniki ljudi) ločeni od rodu Pan (ki vsebuje šimpanze in bonobe) 4–7 Ma. Rod Homo dokazuje pojav Homo habilis več kot 2 Ma, medtem ko so se anatomsko moderni ljudje pojavili v Afriki pred približno 300.000 leti.
Bili so majhni, vevericam podobni rastlinojedi in žužkojedi, ki so živeli na drevju. Zaradi drevesnega načina življenja so se jim postopoma razvile nekatere prilagoditve, še posebej okončin in glave: oprijemalna okončina s ključnico, vrtljivo podlahtjo (za visenje na veji), oponibilnim (drugim prstom nasproti postavljenim) palcem in ploščatimi nohti za oporo tipalnim čutnicam ter frontalno postavljene oči s stereo gledanjem (za skakanje z veje na vejo), dobro razviti možgani in šibko zobovje zaradi mehkejše hrane (sadje, ptičja jajca...).

### Prokonzul
Pred 20 do 25 milijoni let so se iz prvakov razvile človeku podobne opice. Razširjene so bile po Evropi, Aziji in Afriki. Prokonzul iz vzhodne Afrike je zelo blizu skupnemu predniku današnjih opic in človeka. Velik je bil približno toliko kot šimpanz, iz ostankov lobanje pa je razvidno, da je bil obraz precej strm, nadočesni oboki komaj nakazani in čeljusti in podočniki precej nerazviti. Prokonzul ni bil dvonožec in se je prilagajal za življenje na drevju.

### Ramapitek
Človečnjak je bil Orrorin tugenensis, ki je živel pred 6 milijoni let.

### Avstralopitek
Razvoj človeške vrste so znanstveniki spoznavali iz najdenih kosti. Ugotovili so, da je zibelka človeštva Afrika, kjer so do zdaj našli najstarejše sledi in prve ostanke človekovih prednikov. Avstralopitek pomeni »južna opica«. V Etiopiji so leta 1974 našli del okostja človečnjakinje, ki so ji nadeli vzdevek Lucy. Lucy ni bila višja od enega metra in je bila težka približno 30 kg. Ocenjujejo, da je živela pred približno 3,5 milijona let. Po odkritju fosiliziranih stopinj v vulkanskem pepelu dve leti kasneje je razvidno, da so avstralopiteki že hodili. Možganska prostornina je bila primerljiva z današnjimi šimpanzi. Živeli so v skupinah v prostranih travnih savanah vzhodne Afrike. Preživljali so se z nabiralništvom in lovom na manjše živali.

### Parantrop
Pred 2,5 do 1 milijonom let je živel še en rod, ki pa ne spada med naše prednike. Parantrop je bil najverjetneje stranska, pretežno rastlinojeda veja avstralopitekov, saj so imeli močnejše čeljusti, širše ličnice in naglavni greben. Latinsko ime Paranthropus pomeni "vštric s človekom". Najverjetneje so jih pred milijonom let iztrebili naši predniki (Homo erectus), ki so jih lovili in jedli.

### Spretni človek (Homo habilis)
Na spreminjajoče se podnebne razmere so se nekateri človečnjaki še bolj prilagodili. Razvil se je rod homo, v katerega spada tudi sodobni človek. Pred 2 milijonoma let je živel spretni človek ali latinsko Homo habilis. Tudi njegovo življenje so proučevali na podlagi najdb v Tanzaniji in južni Afriki. Našli so mnogo preprostega kamnitega orodja - z nekaj udarci obsekanih prodnjakov, o katerem domnevajo, da jih je izdelal Homo habilis. Telesne značilnosti so mu omogočale hitro premikanje. Visok je bil približno 1,40 m. Ugotovili so, da je že imel gibljiv palec na roki. Palec ljudem še dandanes, skupaj s kazalcem omogoča spretno prijemanje predmetov. Gibal se je že z lahkotno hojo in imel okoli 700 ccm možganske prostornine. Ker fosili kažejo na dokaj hitre spremembe, velja danes Spretni človek za prehodno obliko, ki se je razvila v stabilno obliko, Pokončni človek.

### Pokončni človek (Homo erectus)
Pokončni človek ali latinsko Homo erectus je živel tudi izven Afrike. Njegove ostanke so našli na ozemlju današnje Kitajske, Izraela in na otoku Javi.
Najstarejše najdeno okostje iz Afrike je staro 1,9 milijona let. Hodil je vzravnano. Po najdbah sodeč, je živel predvsem na tleh. V savani je nabiral rastlinske plodove, prehranjeval pa se je tudi z mesom. Pri iskanju in pripravi hrane je uporabljal kamnito orodje.

### Neandertalec
Neandertalec je dobil ime po najdbišču Neandertal blizu Düsseldorfa v Nemčiji. Najstarejše najdeno okostje je staro 150.000 let. Živel je v času, ko je bila v Evropi ledena doba. Na hladno podnebje je bil prilagojen tudi z obliko telesa. Imel je močne kosti, masivno ter štrlečo lobanjo in negibljiv vrat. Bil je nizke rasti, čokat, noge je imel kratke in mišičaste.
O neandertalcu so dolgo mislili, da je bil divji in da je premogel le malo človeških lastnosti. Zadnja izkopavanja in najdeni predmeti pa kažejo, da ni bilo tako. Svoje pokojne so neandertalci pokopavali. O njihovem življenju govori tudi naluknjana kost, najdena v jami Divje babe nad Cerknim. Arheologi menijo, da je bila to piščal. S to najdbo je pogled na duhovni svet neandertalca postal drugačen. Predstavljamo si lahko, kako je sedel ob ognju in igral na piščalko.
Neandertalec je bil na evropskih tleh prvi človek z visoko kulturo. Izumrl je pred približno 27.000 leti. Vzroki za izumrtje so še vedno uganka. Antropologi ga povezujejo s prihodom Homo sapiensov, izbruhom vulkana Toba.

### Misleči človek
Misleči človek ali latinsko Homo sapiens oz. Homo sapiens je obstoječa vrsta človeka. Pojavil se je pred 315.000 leti v jami Jebel Irhoud v Maroku.Iz jugovzhodne Afrike se je pred približno 60.000 leti začel širiti v Azijo, Avstralijo in prek Beringovega preliva tudi v Severno Ameriko. V Evropo je verjetno prišel prek Balkanskega polotoka pred 45.000 leti.
Misleči človek je v času ledene dobe bistveno izpopolnil orodje, ki ga je znal nasaditi na ročaj. Izdeloval je dleta, strgala, svedre, šila in celo šivanke. V času ledene dobe je iznašel kopje, harpuno in lok. Orodje je tudi umetniško okraševal. Od mrtvih se je poslavljal z verskimi obredi, za dober ulov in življenje se je zaklinjal bogovom. Na stene jam je vrezoval in slikal živalske podobe..

## Zgodovina paleoantropologije
Paleoantropologija, kot veda se začne z odkritji neandertalca in z dokazi o drugih vrstah človečnjakov v 19. stoletju. Zamisel, da so bili ljudje podobni primatom je stara, vendar pa biološka evolucija vrst v splošnem ni bila priznana, dokler Charles Darwin leta 1859 ni objavil svojega dela O izvoru vrst (On the Origin of Species).